# 孜牙·赛买提
孜牙·赛买提（俄语：Зия Самеди，1914年—2000年），维吾尔族作家、政治人物。

## 生平
1914年生于哈萨克斯坦阿拉木图附近，小学和中学在苏联完成。1930年搬迁至新疆伊犁，从事教育工作。
约在15世纪初，民间故事《艾里甫与赛乃姆》经维吾尔族诗人玉素甫·阿吉写成叙事长诗。1936年，《艾里甫与赛乃姆》的故事首次被孜牙·赛买提改编为剧本，在伊犁由伊犁维吾尔族文化促进会艺术社“萨那伊奈底斯”艺术团第一次上演。
三区革命时期，1947年2月，伊犁的东突厥斯坦共和国政府公安部召开公安会议。民族军总司令部政治部主任孜牙·赛买提到会讲话，公安部领导乃比江（据说为苏联人）作报告。1947年3月，阿不都克里木·阿巴索夫来到乌苏前线司令部，在其住处召集五、六个人开会，传达他在南京参加国民大会期间，经中国共产党代表董必武同意，在三区成立“人民革命党”。人民革命党中央设在伊犁，书记是阿巴索夫，委员有赛甫拉也夫、伊敏诺夫、艾斯海提·伊斯哈科夫、孜牙·赛买提、赛福鼎·艾则孜等（当时未提到阿合买提江·哈斯木）。
中华人民共和国成立后，1950年10月，新疆歌舞团团长孜牙·赛买提率歌舞团演员康巴尔汗等人参加了在北京中南海怀仁堂举行的中国各族人民庆祝国庆文艺晚会演出。后来，孜牙·赛买提曾任新疆维吾尔自治区文化厅厅长。
1957年，中共新疆维吾尔自治区党委三干会反地方民族主义时，有人揭发新疆维吾尔自治区文化厅厅长孜牙·赛买提、新疆大学教授波拉提·阿里木，说他们持有苏侨证，是苏联人，白天参加中国共产党会议，晚间到苏联领事馆汇报会议情况。 在1957年5月25日—31日召开的中国作家协会新疆分会（新疆作家协会）成立大会上，孜牙·赛买提当选为主席。 1957年12月16日至1958年4月26日，中共新疆维吾尔自治区党委扩大会议在乌鲁木齐召开。会上开展了对党内地方民族主义的揭露批判，中共新疆维吾尔自治区党委各常委分别发言。会议通过了《关于反对和克服地方民族主义的决议》和《关于赛甫拉也夫、伊敏诺夫、艾斯海提等同志错误的处分及开除孜牙·赛买提、依不拉音·吐尔地、阿不都热衣木·艾沙、阿赛德、阿不列孜·卡里等党籍的决定》。中共新疆维吾尔自治区党委第一书记王恩茂在会议结束时作了题为《为党的解决民族问题的马克思列宁主义路线而斗争》的总结报告。
1960年代初，玉素甫·别克·莫合里索夫、阿西尔·瓦依提、孜牙·赛买提等曾经在新疆维吾尔自治区担任过领导职务者被苏联克格勃策反，持苏联侨民证离开中国到苏联。有说法称，孜牙·赛买提是在1961年离开中国到苏联。但据格尔夏回忆，孜牙·赛买提是1957年新疆维吾尔自治区开展反地方民族主义运动时，持苏联侨民证去苏联。1962年4月，经苏联策动，中国新疆发生约6万边民外逃苏联的伊塔事件。三区革命时期曾获苏联扶植、1960年代初离开中国到苏联的马尔果夫、祖农·太也夫、孜牙·赛买提等人利用逃往苏联的新疆边民成立了扶贫委员会，为分裂活动奠定人员基础。1964年，他们率领一些逃到苏联的新疆籍人士联名上书苏联政府，要求成立东突厥斯坦流亡政府。不久，经苏联政府支持，马尔果夫、祖农·太也夫、孜牙·赛买提等人成立了“东突厥斯坦复兴委员会”，在苏联公开开展东突独立活动。
1967年，在苏联克格勃授意下，孜牙·赛买提牵头在苏联哈萨克斯坦首府阿拉木图创建“东突厥斯坦救国委员会”。这是东突势力在中亚成立的第一个政治性组织。该组织直接听命于苏联克格勃，是苏联对中华人民共和国展开东突活动的政治工具。1972年，苏联要求从中国新疆逃到苏联中亚的东突人士将“东突厥斯坦救国委员会”更名为“东突厥斯坦民族爱国阵线”，以适应“斗争需要”。
1980年，孜牙·赛买提牵头在印度举办由达赖、艾沙以及内蒙古流亡人士参加的联席会议，希望成立新疆、西藏、内蒙三区民族统一联盟。1984年，孜牙·赛买提到印度达兰萨拉参加了西藏和中亚问题学术讨论会，此次会议令艾沙、孜牙·赛买提等人与达赖交往更为密切，他们共同商定组成反华联盟。
玉素甫·别克·莫合里索夫、孜牙·赛买提逃到苏联后，继续作为作家、历史学家活动。玉素甫·别克·莫合里索夫写出《历史是时代的审判者》、《东突厥斯坦文学光辉的历史、目前的悲剧和今后的前景》等著作，孜牙·赛买提写出《伊犁河畔》、《压迫者的灭亡》等谈历史的小册子，在苏联中亚及中国新疆散发。其基本观点是：自古以来直至1949年，东突厥斯坦一直为独立国家，从未划入中国版图。
1992年，孜牙·赛买提等人在中亚策划“维吾尔解放组织”，企图成立“维吾尔斯坦国”，进而在中国南疆地区组织暴动。